# Автодорога Душанбе — Турсунзаде — Узбекистан
Автодорога Душанбе — Турсунзаде — Узбекистан — автомобильная дорога между Душанбе и Ташкентом, являющаяся частью автомагистрали М34. Официальная церемония начала инвестиционного проекта реконструкции автодороги состоялась 7 ноября 2011 года.

## Краткая характеристика
Протяженность автодороги Душанбе — Турсунзаде — граница с Узбекистаном составляет 57 километров.
По проекту предусмотрено строительство и восстановление 10 мостов, а также дорог, прилегающих к районам Рудаки, Гиссар и Шахринав. Постоянный представитель Азиатского банка развития Джоджи Токеши во время подписания соглашения заявил, что целью проекта является ремонт и реконструкция мостов и труб системы водоснабжения, строительство пешеходных дорожек в сельской местности, торговых точек вдоль трассы с целью привлечения в торговлю женщин. Генподрядчиком проекта является китайская компания «Чайна роуд».
В целом для реконструкции этой дороги выделено $ 131,3 млн, из которых $ 120 млн — грант Азиатского банка развития и $ 11,3 млн — вклад правительства Республики Таджикистан. (По другим источникам на реконструкцию автодороги протяженностью 61,5 километр выделено $ 186 млн, из которых $ 120 млн грантовых средств АБР, $ 27 млн — это кредит Европейского банка реконструкции и развития (ЕБРР) и $ 39 млн выделены правительством РТ. Увеличение суммы инвестиционного проекта связана со строительством второй фазы реконструкции автодороги Душанбе — Турсунзаде — граница Узбекистана.)
Строительство первой фазы инвестиционного проекта реконструкции автодороги Душанбе — Турсунзаде — граница с Узбекистаном завершилась в декабре 2014 года.

## Вторая фаза проекта
Реализация второй фазы проекта по реконструкции автомобильной дороги Душанбе — Турсунзаде — граница с Узбекистаном стартовала в начале 2015 года. Общая сумма второго этапа проекта составила $ 70 млн, из которых $ 35 млн — кредит ЕБРР и ещё $ 35 млн — вклад правительства Таджикистана.
Вторая фаза проекта предусматривает реконструкцию участка автодороги от памятника А. Сино до западных ворот города Душанбе. В целом предусмотрено реконструировать 4,6 километра автомобильных дорог и перекрёстков. Реализация проекта рассчитана на 2,5 года.
Автодорога Душанбе — граница с Узбекистаном является частью третьего коридора в рамках программы Центрально-Азиатского регионального экономического сотрудничества (ЦАРЭС). Данный коридор простирается почти на 7 тыс. км от России на севере до Персидского залива на юге.
Реконструкции автодороги Душанбе — Турсунзаде — граница Узбекистана является одним из проектов, который начал свою реализацию согласно совместным экономическим проектам Таджикистана с зарубежными кредитными организациями.